# Nezla
Nezla là một đô thị thuộc tỉnh Ouargla, Algérie. Dân số thời điểm năm 2002 là 40.524 người.